# Achaios från Eretria
Achaios från Eretria (grekiska Aχαιος), född 484 f.Kr. i Euboia, var en grekisk pjäsförfattare till flera tragedier och satyrspel och skall enligt olika källor ha författat antingen 24, 30 eller 44 pjäser, av vilka 19 titlar idag är kända, bland vilka återfinns Adrastos, Linos, Kyknos, Eumenides, Filoktetes, Pirithous, Theseus och Oidipus.
Hans första pjäs producerades 447 f.Kr. och vann pris. Ett citat ur Aristofanes Grodorna visar på att han var död 405 f.Kr. Vissa forskare hävdar att anledningen till att han endast vann ett pris var att han inte var atenare från födseln och att Atens invånare inte ville ära någon annan än sina egna medborgare.
Achaios från Eretria tillhör den klassiska eran, men han var inte själv "klassiker", trots att hans satyrspel ofta beundrades för sin spirituella anda, som dock ibland var något krystad och utan klarhet. Filosofen Menedemos ansåg hans pjäser överträffas endast av Aischylos, han var del av de alexandrinska kanoniska författarna och Didymos skrev en kommentar om honom. Athenaios (10.451c) beskriver att han hade en klar stil, men med tendenser åt det obskyra. Athenaios hävdar också att Euripides plagierade en rad från Achaios, medan Aristofanes citerar honom två gånger, dels i Grodorna, dels i Getingarna.